# ミルバーン・ストーン
ミルバーン・ストーン（Milburn Stone、1904年7月5日 - 1980年6月12日）は、アメリカ合衆国の俳優。

## 出演作品
- ガンスモーク／雪原の追跡
- ガンスモーク（“ドク” ギャレン・アダムス）
- ベンソン少佐の個人的な戦争
- レッド・リバー
- 死刑五分前
- 惑星アドベンチャー スペース・モンスター襲来!（ロス）
- 太陽は光り輝く
- アロウヘッド
- 拾った女
- 烙印
- 逃亡者
- ベイジル・ラスボーン版 シャーロック・ホームズ　シャーロック・ホームズ危機一髪
- 特ダネ監獄
- 若き日のリンカン